# Си-Би

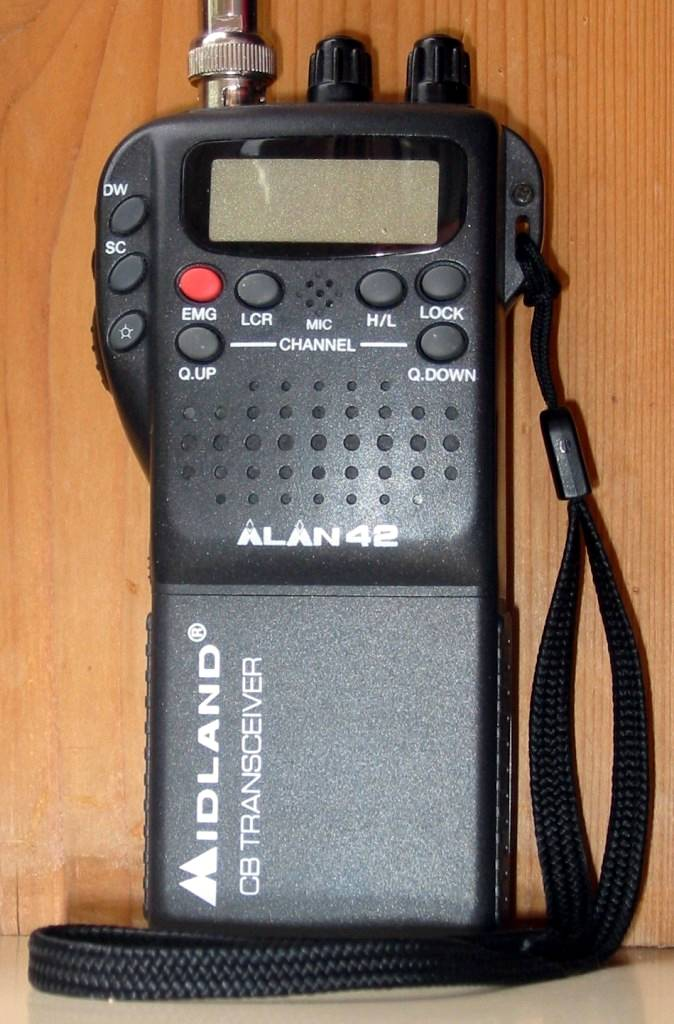
Портативная Си-Би-радиостанция

Си-Би — сокращение от «гражданский диапазон» (англ. CB, Citizen`s Band), принятое для обозначения безлицензионной, доступной всем гражданам радиосвязи на коротких волнах в диапазоне 27 МГц (в некоторых странах «CB» обозначает любой вид безлицензионной радиосвязи на любых свободных диапазонах). В зависимости от страны использование этого диапазона либо минимально регламентируется правилами проведения локальных связей, либо не регламентируется вовсе. Средства радиосвязи этого диапазона представляют собой носимые, возимые или стационарные радиостанции. Как исключение, серийно производятся радиостанции гражданского диапазона с расширенными функциями для радиолюбителей и фанатов радиосвязи.

## Применение Си-Би
Возможности применения Си-Би связи весьма широки. Это достаточно надёжное и доступное средство связи, позволяющее связать магазин со складом, склад с автотранспортом и т. д. Можно использовать Си-Би радиосвязь и на маломерном флоте — на катерах и яхтах. При этом дальность связи на воде значительно возрастает, за счёт отсутствия серьёзных препятствий.
Наиболее массовое применение Си-Би радиосвязь нашла в качестве подвижной связи. Радиостанции в автомашинах позволяют поддерживать постоянный контакт между собой, получать оперативную дорожную информацию, помощь при выборе маршрута, помощь при авариях и технических неполадках в пути. Применение портативных Си-Би радиостанций несколько проблематично, так как в диапазоне Си-Би длина волны составляет 11 метров, и полноценная четвертьволновая антенна имеет длину ~2.7 метра. Для Си-Би-портативок антенны приходится геометрически укорачивать в 10—20 раз, что существенно снижает дальность связи. Кроме того, переносные Си-Би радиостанции отличались достаточно большим весом (около 500 г), низким КПД передатчика при работе на компактную антенну и низкой эффективностью амплитудного шумоподавителя — в результате и дальность связи, и экономичность подобных радиостанций были невелики. Поэтому практически все такие радиостанции были сняты с производства (в 2010 году в России из новых импортных портативных Си-Би-станций в магазинах радиосвязи можно было встретить лишь Алан-42, но уже в 2011 году есть из чего выбрать: вернулись станции Dragon и пришли новые Intek). В России переносные рации диапазона 27 МГц серий Штурман, Беркут, Егерь и др. производит Конструкторское Бюро Беркут.
Из-за особенностей распространения радиоволн в диапазоне 27 МГц портативные Си-Би радиостанции имеют весомые преимущества над широкораспространёнными «безлицензионными» радиостанциями более высокочастотных диапазонов (LPD 433 МГц, PMR 446 МГц) при использовании в условиях плотного леса и пересечённой местности. Это как раз связано с длиной волны 11 метров. Дело в том, что радиоволна может обогнуть препятствие, меньшее по размеру, чем половина длины волны. Следовательно, для диапазона LPD (длина волны ~70 см) серьёзным препятствием будет являться предмет с размерами от 35 сантиметров и более, тогда как для Си-Би проблемы начнутся лишь с препятствием размером от 5 метров. Таким образом, Си-Би больше подходит для связи по пересечённой местности и лесам, тогда как LPD/PMR больше подходят для поля и города.
Пользуясь Си-Би радиостанцией, иногда можно связаться с пожарной охраной, полицией, скорой помощью, аварийными службами через специальные диспетчерские службы, которые смогут оказать помощь, вызвав по телефону нужную службу. Для этих целей зарезервирован канал 9C, на котором должны постоянно дежурить службы экстренной помощи. Но в России это практикуется только в Москве и Санкт-Петербурге. На остальной территории страны рекомендуется использовать 15C канал для связи с водителями на трассах, хотя связь не всегда бывает устойчивой (это связано с тем, что автомобиль находится ниже чем антенна диспетчера, и связь с автомобилем значительно короче по расстоянию). Также на различных каналах (в том числе и в 9С, 15С, 19С) можно связаться с радиолюбителями, у которых аппаратура (и как следствие дальность связи) сравнима с диспетчерской службой.
Водителей грузовиков можно найти на 27,135 MHz АМ или C15EА (на радиостанции Midland-Alan: D15E).
Примерная дальность радиосвязи между типичными автомобильными или стационарными и импортными портативными Си-Би радиостанциями:
- между базовыми станциями с использованием отражения от ионосферы — практически неограничена, что подтверждается DXing. Этот вид связи нестабилен и зависит от состояния ионосферы. Обычно удаётся связаться с корреспондентами на расстоянии не более 1500—2000 км. Ближе получается редко, так как радиоволна не всегда успевает отразиться и опуститься обратно на землю не пройдя достаточное расстояние, даже если излучать «в зенит».
- между базовыми станциями — 15—80 км;
- между базовой станцией и автомобилем — 15—40 км;
- между базовой станцией и портативной — 3—10 км;
- между автомобилями — 5—15 км;
- между автомобилем и портативной станцией — 2—7 км;
- между портативными станциями — 1—5 км.

Данные по дальности усредненные, и справедливы для большинства случаев, хотя в реальности известны факты превышения этих цифр в 2—3 раза, как исключение.

## История
В 1945 году в США состоялся Конгресс по вопросам гражданской радиосвязи, для которой была отведена полоса частот 460—470 МГц. Эта связь должна была обеспечить потребности граждан в решении каких-либо своих личных проблем там, где невозможно или затруднено использование телефона. Два года спустя вышел Документ 6661, где были зафиксированы правила гражданской радиосвязи (CB-Radio) и выделялись два класса лицензий для передатчиков —
класс A (60 Вт) и класс B (5 Вт). Реакция общественности на введение классов лицензий и полосы отведённых частот не везде была положительной — дорогая аппаратура, связь на УКВ в городских условиях между подвижными объектами ненадёжная и др.
Тогда было обращено внимание на 11-метровый (27 МГц) участок в диапазоне коротких волн, на котором уже работали различные медицинские и промышленные установки. Короткие волны способны огибать препятствия размером до нескольких метров (например, дома или небольшие неровности рельефа), они сравнительно слабо затухают в лесных массивах. За эксперименты взялись энтузиасты, по результатам которых для CB-Radio и был позднее выбран диапазон 27 МГц.
В 1957 году был принят Документ 11994, которым был введён класс D лицензий. Этот класс используется в США по настоящее время. Первоначальная реакция радиолюбителей на решение Федеральной службы связи США была отрицательной из-за возросшего уровня помех на любительском диапазоне 28 МГц. В те годы использовалась простая аппаратура с широкополосными сверхрегенеративными приёмниками и нестабильными передатчиками. Но вскоре фирмы начали выпускать технически сложную, но доступную аппаратуру. 1959 год стал ключевым в развитии CB-Radio. Тогда было зарегистрировано 6 000 пользователей, в 1961 году — свыше 200 000, а в январе 1977 года уже 500 000 пользователей! В настоящее время в США и во всём мире зарегистрировано огромное количество CB-клубов, объединяющих людей по интересам, в большинстве случаев — это проведение DX-связей и обмен QSL-карточками.
В СССР диапазон 27 МГц был разрешён решением Государственной комиссии по радиочастотам от 30 декабря 1988 года (см. «Радио» № 1 за 1991 год). Однако, изначально на СиБи-аппаратуру в СССР накладывался ряд жёстких ограничений. Мощность её не должна была превышать 0,5 Вт, каналы в «нулях» для АМ, а для ЧМ было выделено 10 особых каналов с шагом… 12,5 кГц (этим требованиям соответствовала, например, радиостанция «Урал-Фермер»). По-видимому, это было сделано с целью затруднения нелегального радиообмена между гражданами СССР и иностранцами. Позднее требования к аппаратуре были смягчены и приближены к характеристикам зарубежных СиБи-радиостанций.

## Используемые частоты
Во всём мире основными для Си-Би являются каналы, начинающиеся с частоты 26.965 МГц и идущие с шагом частоты, кратным 10 кГц (26.975 МГц, 26.985 МГц и т. д.). Эти каналы имеют условные обозначения с 1-го по 40-й, и в России на радиолюбительском сленге называются «европа (E)» или «пятёрки».
В связи с ростом числа пользователей в некоторых странах появились дополнительные сетки с таким же шагом в 10 КГц, но со сдвинутыми частотами по отношению к основным, с такой же нумерацией каналов. Например 1 канал будет соответствовать частоте 26.960 МГц. эти частоты чаще всего называют «польша (P)»
В России изначально была принята польская нумерация частот, но называют её «россия (R)» или «нули». В настоящее время основная масса российских пользователей Си-Би использует «пятёрки», т.е «европейскую» нумерацию, «российская» нумерация используется радиолюбителями для дальних связей.
Для удобства пользователей сетки были промаркированы буквами. Классической считается маркировка, когда основной диапазон обозначается буквой «C». Наиболее распространённым считается описание канала следующего вида: (C9FM или C9EFM или C9EF или 9EF) — в нем:
1. первой буквой («С») обозначается сетка, содержащая в себе набор из 40 каналов. Если первая буква не указывается, то считается, что это («С»). Например (C9EF, 9EF)
2. далее («9») — номер канала. Иногда каналы ниже 10 могут обозначаться 2 цифрами. Например (C9EF, C09EF)
3. за ним — необязательное обозначение («E») для «европейской» или обязательное («R») для «российской» сетки частот. Например (C9EF, C9F, C9RF)
4. в конце — используемая модуляция («FM») или («F»), («AM») или («A»). например (C9EFM, C9EF, C9EAM, C9EA)

Пример правильного обозначения: C9EF, C9EA, C9RF, C9RA
На некоторых радиостанциях сетки частот могут не совпадать с общепринятыми в России стандартами, например 1 канал сетки С может соответствовать 1 каналу сетки D (например радиостанции Megajet).
Иногда зарубежные производители путаются с «российской» сеткой частот и при выборе сетки «россия» радиостанция включается в «европейский» стандарт (например радиостанция Alan-42). В этом случае необходимо выбирать «польскую» сетку частот.

## Основные каналы и частоты
C9EF (27.065 МГц) — вызывной канал службы спасения.
В данный момент практически не используется, тем не менее вести на нем переговоры не связанные с оказанием помощи запрещено.
Водители для получения помощи используют свой вызывной канал.
9 канал «российской» сетки частот C9RF (27.060 МГц) не имеет ограничений и может использоваться для переговоров.
C15EA (27.135 МГц, сетка «С», 15 канал, «европа», модуляция АМ) — вызывной автомобильный канал.
На нем общаются дальнобойщики, и все, у кого есть радиостанция в автомобиле по всей России.
27.140 МГц — частота для работы маломощных устройств с дальностью действия несколько десятков метров.
Используется пустое пространство («дырка») между 15 и 16 каналами.
В настоящее время практически не используется, так как работе на этой частоте мешает автомобильный канал.
Частота применялась в детских радиостанциях «Walkie-Talkie», в игрушках с дистанционным управлением, в системах дистанционного открывания-закрывания ворот, и в других устройствах передачи информации на короткие расстояния.
C19EF, C19EA (27.185 МГц) — информационный канал.
Предназначен для передачи автомобильной информации — погода, пробки, объявления.
В настоящее время практически не используется, вся информация передаётся на автомобильном канале.
Использование данного канала не рекомендуется, так-так он мешает работе радиолюбителей на частоте 27.190 МГц.
19 канал «российской» сетки частот C19RF (27.180 МГц) не имеет ограничений и может использоваться для переговоров.
27.190 МГц - вызывная радиолюбительская частота для проведения дальних связей SSB модуляцией.
Используется пустое пространство («дырка») между 19 и 20 каналами.
C20RF (27.200 МГц) - вызывной радиолюбительский канал для проведения дальних связей FM модуляцией.
На данном канале часто применяются усилители, и выходная мощность может достигать нескольких десятков и даже сотен ватт.
C27RA (27.270 МГц) - QRP вызывной радиолюбительский канал для проведения дальних связей AM модуляцией.
На данном канале не принято использовать усилители, поэтому выходная мощность обычно равна мощности радиостанции и не превышает нескольких ватт.

## Виды модуляции
В Си-Би используется три вида модуляции: частотная модуляция (англ. FM, frequency modulation), амплитудная модуляция (англ. AM, amplitude modulation) и однополосная модуляция (англ. SSB, single side band). Максимальная дальность связи при использовании FМ и АМ практически одинакова. Большинство российских пользователей Си-Би диапазона используют FМ, обеспечивающую наиболее качественное звучание (если сигнал корреспондента достаточно силён). В силу укоренившейся традиции водители-дальнобойщики используют AM. Использование FМ позволяет подавить большинство видов помех, которые носят, как правило, амплитудный характер. SSB предпочтительна с точки зрения достижения максимальной дальности (дальность при сопоставимой выходной мощностью передатчика существенно выше, чем с АМ и FМ). Главное препятствие широкого распространения радиостанций с SSB — необходимость при приёме сигнала ручной точной подстройки частоты добиваться наилучшей разборчивости и натуральности голоса корреспондента и меньшая — относительно FМ- модуляции — помехозащищённость. Далеко не все станции поддерживают SSB.

## Аварийно-Спасательные Службы
Служба спасения или аналогичная по функциям может находиться на любой частоте, но стандартом является канал C9EF (27065 кГц). Некоторые радиостанции даже имеют функцию быстрого перехода на этот канал. Запрещается вести любые переговоры на этом канале, если они не связаны с оказанием помощи.
С 21 декабря 2012 года в Российской Федерации работает бесплатная аварийно-спасательная служба «Гражданская Аварийная Связь» (27,065 MHz/9C FM EUR). Сигнал о ЧС или ЧП можно передать в Москве, Московской области, Туле, Тульской области, Самаре, Самарской области, Анапе (весь Таманский Полуостров Краснодарского Края), Калининграде, Калининградской области. Полезная площадь сбора аварийного сигнала 15000 км2 (при передаче с устройств мощностью 10 Ватт)
и «Нева» в Санкт-Петербурге (27,635 MHz/19D FM EUR)(Прекратила вещание 1 сентября 2014).

## Эхо-репитеры
Помимо диспетчерских служб, на СиБи существуют т. н. эхо-репитеры или «попугаи». Эхо-репитер — стационарная СиБи-радиостанция, к которой подключена репитерная приставка, повторяющая через антенну репитера принятый ей ранее в том же канале сигнал. Благодаря большой высоте установки антенны, репитер принимает сигнал даже от маломощных носимых или автомобильных радиостанций в условиях городской застройки, а слышно репитер в условиях той же застройки в радиусе десятков километров. Таким образом, эхо-репитер позволяет общаться мобильным пользователям, между которыми десятки километров по прямой. Преимущество эхо-репитера по сравнению с базовой диспетчерской станцией очевидно — не нужно нанимать постоянных работников, дежурящих на «базе».

## Государственное регулирование
В России радиостанции СиБи диапазона приобретаются свободно, согласно постановлению Правительства РФ от 13.10.2011 № 837. Радиостанции СиБи диапазона не подлежат обязательной государственной регистрации в пределах выходной мощности 4 Вт. Использование радиостанций СиБи диапазона регулируется решением Государственной комиссии по радиочастотам принятом на заседании от 3 сентября 2013 года (протокол № 13-20), внёсшим изменения в решение ГКРЧ от 29 мая 2006 года № 06-14-03-001 «О выделении полос радиочастот в диапазоне 1,6065-30,005 МГц для радиоэлектронных средств фиксированной и подвижной служб гражданского назначения» (с изменениями, внесёнными решением ГКРЧ от 28 апреля 2008 года № 08-24-04-001) (решение ГКРЧ № 13-20-08)
Решение ГКРЧ № 13-20 Приложение № 2 устанавливает мощность передатчика для АМ и ЧМ 4 Вт, SSB — 12 Вт. Запрещаются направленные антенны и коэффициент усиления антенно-фидерного устройства ограничен 1,73 дБи (что примерно соответствует металлическому штырю не более 2‑х м). Из буквального прочтения документа следует, что он регулирует «сухопутную подвижную связь» и никак не проясняет ситуацию со стационарной связью СиБи диапазона, отменяя ряд регламентирующих её документов.

порядок применения радиочастот 26960-27410 кГц (СиБи-диапазон), за исключением каналов с центральными частотами 26995 кГц, 27045 кГц, 27095 кГц, 27145 кГц и 27195 кГц, для личного пользования физическими лицами РЭС сухопутной подвижной службы с основными техническими характеристиками, указанными в приложении № 2 к настоящему решению ГКРЧ без оформления разрешений на использование радиочастот или радиочастотных каналов, при этом запрещается создание выделенных, технологических и других сетей связи, трансляция программ и рекламы, а применяемые РЭС не должны создавать вредных помех и не могут требовать защиты от помех со стороны других радиоэлектронных средств.

Решения ГКРЧ от 28 апреля 2008 года № 08-24-04-001 и от 20 декабря 2011 г. № 11-13-06-2 считаются утратившими силу. По смыслу документ ограничивает свободное использование частотного диапазона 45 каналами сетки C в «нулях».
Постановление Правительства Российской Федерации от 20.10.2021 № 1800 «О порядке регистрации радиоэлектронных средств и высокочастотных устройств» внесло некоторые коррективы в государственное регулирование, утвердив «Правила регистрации радиоэлектронных средств и высокочастотных устройств; перечень радиоэлектронных средств и высокочастотных устройств, подлежащих регистрации.», а также имеется обновленное
«ПРИЛОЖЕНИЕ Изъятия из перечня радиоэлектронных средств и высокочастотных устройств, подлежащих регистрации» в котором упоминается радиостанции Си-Би диапазона — пункт 4. Станции сухопутной подвижной связи личного пользования диапазона 26690 — 27410 кГц (СиБи-диапазона), за исключением каналов с центральными радиочастотами 26995 кГц, 27045 кГц, 27095 кГц, 27145 кГц и 27195 кГц с допустимой мощностью излучения передатчика не более 4 Вт включительно."
Соответственно радиостанции Си-Би диапазона с допустимой мощностью излучения передатчика более 4 Вт включительно придется регистрировать.
На Украине также пользоваться Си-Би-связью можно свободно без оформления разрешения при соблюдении следующих условий:
— рабочий диапазон частот 26960-27410 кГц. (40 каналов сетки С в «пятёрках», несущая 1-го канала 26965 кГц, несущая 40-го канала 27405 кГц, ширина канала 10 кГц); — мощность передатчика не более 4 Вт. В Белоруссии использовать Си-Би-связь можно свободно без оформления разрешения в полосе радиочастот 26,965 — 27,860 МГц, с выходной мощностью передатчика 5 Вт и менее.